# Jana Krishnamurthy

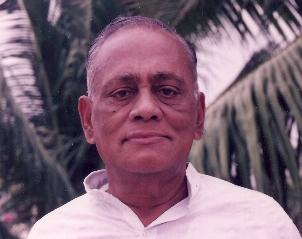
Jana Krishnamurthi

Jana Krishnamurthy (andere Schreibweise: Jana Krishnamurthi; Tamil ஜனா கிருஷ்ணமூர்த்தி; * 24. Mai 1928 in Madurai, heute Tamil Nadu; † 25. September 2007 in Chennai, Tamil Nadu) war ein indischer Politiker der Bharatiya Janata Party (BJP), der von 2001 bis 2002 Präsident der BJP, zwischen 2002 und seinem Tod 2007 Mitglied der Rajya Sabha sowie von 2002 bis 2003 Minister für Recht und Justiz im Kabinett Vajpayee III war. Er war einer der bekanntesten tamilischen Politiker Indiens.

## Leben
Krishnamurthy, Sohn eines Rechtsanwalts, absolvierte nach dem Schulbesuch zunächst ein grundständiges Studium, das er mit einem Bachelor of Arts (B.A.) abschloss. Ein darauf folgendes postgraduales Studium der Rechtswissenschaften an der University of Madras in Chennai schloss er mit einem Bachelor of Laws (LL.B.) ab. Bereits während seines Studiums engagierte er sich für die radikal-hinduistische, hierarchisch strukturierte Kaderorganisation Rashtriya Swayamsevak Sangh (BJS). Danach nahm er 1956 eine ebenfalls eine Tätigkeit als Rechtsanwalt in seiner Geburtsstadt Madurai auf.
Im Februar 1968 gab er seine Anwaltstätigkeit auf und wurde hauptamtlicher Mitarbeiter der Bharatiya Jana Sangh (BJS), nachdem er nach dem Tode von Deendayal Upadhyaya von dessen Nachfolger als Präsident der BJS, Atal Bihari Vajpayee, um Mitarbeit in der Zentrale dieser 1951 gegründeten Partei gebeten wurde. 1975 wurde er Präsident der BJS im Bundesstaat Tamil Nadu. Nachdem die BJS 1977 in der Janata Party aufging, wurde er Generalsekretär der Janata Party im Bundesstaat Tamil Nadu und bekleidete diese Funktion auch nach der Gründung der Bharatiya Janata Party (BJP) im Dezember 1980. In der Folgezeit übernahm er daneben zahlreiche weitere Funktionen innerhalb der BJP und war zuletzt von 1986 bis 2001 Vizepräsident der Partei.
Nachdem Bangaru Laxman am 14. März 2001 wegen der sogenannten Tehelka Tapes-Affäre von seinem Amt als Präsident der BJP zurücktreten musste, übernahm Krishnamurthy daraufhin das Amt des Präsidenten der Partei und übte dieses bis zu seiner Ablösung durch Venkaiah Naidu am 1. Juli 2002 aus.
Im April 2002 wurde Krishnamurthy für die BJP Mitglied der Rajya Sabha, des Oberhauses des indischen Parlaments, und gehörte diesem als Vertreter des Bundesstaates Gujarat bis zu seinem Tod am 25. September 2007 an.
Am 3. Juli 2002 wurde Krishnamurthy von Premierminister Atal Bihari Vajpayee als Nachfolger von Arun Jaitley zum Minister für Recht und Justiz in dessen dritte Regierung berufen und übte dieses Amt bis zum 29. Januar 2003 aus. Sein Nachfolger wurde daraufhin Arun Jaitley. Einer seiner engsten Mitarbeiter war der damalige Staatsminister im Ministerium für Recht und Justiz, Ravi Shanker Prasad.
Während seiner Mitgliedschaft in der Rajya Sabha fungierte er anschließend zeitweise als Vorsitzender des Petitionsausschusses, der sich unter anderem im August 2005 mit der Verfälschung von Benzin befasste. Zuletzt zog er sich weitgehend aus dem politischen Leben zurück und nahm auch nicht an der Sitzung des Exekutivkomitees der BJP im September 2005 in Chennai teil.